# Phyllophaga tepanana
Phyllophaga tepanana är en skalbaggsart som beskrevs av Saylor 1938. Phyllophaga tepanana ingår i släktet Phyllophaga och familjen Melolonthidae. Inga underarter finns listade i Catalogue of Life.